# Абдірашид Алі Шермарк
Абдірашід Алі Шермарк (16 жовтня 1919 або 8 червня 1919 , Харардере, Італійське Сомалі  — 15 жовтня 1969 , Лас Анод ) — політичний і державний діяч Сомалі.

## Життєпис
Народився 1919 в Італійському Сомалі. Закінчив адміністративну школу і Вищу школу економіки і права в Могадішо, юридичний факультет Римського університету. Доктор політичних і економічних наук. Один із засновників Ліги молодих сомалійців. Після проголошення незалежності країни в липні 1960 — червні 1964 обіймав посаду прем'єр-міністра. Був прибічником політики зміцнення афро-азійської солідарності. Виступав за розвиток дружніх стосунків з усіма країнами. З 10 червня 1967 — президент Сомалі. 15 жовтня 1969 р. був убитий співробітником особистої охорони.